# Urocotyledon weileri
Espèce
Synonymes
- Diplodactylus weileri Müller, 1909

Statut de conservation UICN

 DD  : Données insuffisantes
Urocotyledon weileri est une espèce de geckos de la famille des Gekkonidae.

## Répartition
Cette espèce est endémique du Cameroun.

## Étymologie
Cette espèce est nommée en l'honneur de Justus Weiler.

## Publication originale
- Müller, 1909 : Vorläufige Mitteilung über ein neues Chamäleon und ein neuen Gecko aus Kamerun. Jahrbücher des Nassauischen Vereins für Naturkunde, vol. 62, p. 111-115 (texte intégral).